# Corcovado
Corcovado (The Corcovado en anglès) és una escultura abstracta de l'artista estatunidenc Alexander Calder feta amb ferro i alumini pintat en negre. Forma part de la col·lecció de la Fundació Joan Miró.
L'obra va ser una donació de l'arquitecte català Josep Lluís Sert a la Fundació. L'any 1998, en el marc de la celebració del centenari del naixement de Alexander Calder, la Fundació Miró va incorporar unes 150 obres de l'autor en una exposició que incloïa des de petits mòbils fins a peces monumentals, passant per dibuixos i fotografies, fets per Calder entre 1920 i 1975.